# Gjessø (by)
Gjessø er en by i Midtjylland med 835 indbyggere  (2024). Gjessø er beliggende 8 kilometer syd for centrum af Silkeborg - som den fungerer som satellitby til, og fire kilometer nordvest for Them. Byen hører til Silkeborg Kommune, som er beliggende i Region Midtjylland. Planområde Gjessø omfatter den sydvestlige del af Silkeborg Kommune.
Gjessø var i begyndelsen af 1960'erne en samling huse og et par landbrugsejendomme langs Rustrupvej. I midten af 1960'erne opføres et nyt boligområde nord for Rustrupvej. I løbet af 1970'erne går det stærkt med byggemodninger både nord og syd for Rustrupvej. I 1978 er Gjessø en by med flere boligkvarterer. Der er i løbet af de seneste år bygget mange nye parcelhuse og rækkehuse i den sydlige del af byen.
I den nordlige del af Gjessø findes Gjessø Forsamlingshus, der er opført i 1875. Det er Danmarks ældst fungerende forsamlingshus, og er bevaringsværdigt. Byen hører til Them Sogn. Gjessø har sin egen skole, børnehave, vandværk, badesø, forsamlingshus og ikke mindst købmand, der i 2012 fik prisen som Årets Købmand.[kilde mangler]